# 朝鮮人民軍協奏団
朝鮮人民軍協奏団（ちょうせんじんみんぐんきょうそうだん）は、朝鮮民主主義人民共和国（北朝鮮）の正規軍である朝鮮人民軍の楽団（音楽グループ）。

## 概要
朝鮮人民軍協奏団は、1947年2月22日に創立された。1948年2月に規模が拡大された。1972年に朝鮮人民軍演劇団を統合して本格的な総合的な音楽芸術団になった。現在、約300人の団員で構成されている。朝鮮人民軍協奏団の代表的な作品は、革命歌劇「党の真の娘」、「明るい太陽の下で」などがある。平壌の4・25文化会館を主な公演劇場として使用している。

## 主な歴代所属歌手
男声
- チェ・チャンウン（최창은）　　人民俳優、テノール(洋楽声楽)。日本統治時代よりソウルで声楽家として活躍し、解放後に越北。人民軍協奏団団長、人民軍俳優養成所所長、人民軍芸術学院院長、人民軍協奏団顧問を歴任した。2006年に死去。
- チェ・チャンリム（최창림）　　人民俳優、バリトン(洋楽声楽)。
- リ・グンテク（리근택）　　　　人民俳優、テノール。革命歌劇「党の真の娘」ミョンホを演じた。その後、主に合唱団員として功勲国家合唱団を経て朝鮮人民軍芸術学院声楽教員を務めた。息子は功勲国家合唱団専属歌手を務めた人民俳優リ・ソンチョル。
- イム・ドクス（임덕수）　　　　人民俳優、バリトン(洋楽声楽)。革命歌劇「党の真の娘」老党員の植物学者、革命歌劇「明るい太陽の下で」主役を務めた。その後、人民軍協奏団部長、功勲国家合唱団課長を務めた。2011年12月30日に死去。
- リ・ドンソプ（리동섭）　　　　人民俳優、テノール。革命歌劇「党の真の娘」でキチャン(初代)を演じた。その後、功勲国家合唱団団長を務めた。
- ソク・チミン（석지민）　　　　人民俳優、バス(洋楽声楽)。革命歌劇「党の真の娘」でチュンサムを演じた。その後、功勲国家合唱団へ移籍。2005年に死去。
- ホン・ギョンフン（홍경훈）　　人民俳優、テノール(洋楽声楽)。その後、功勲国家合唱団に在籍し、現在は再び朝鮮人民軍協奏団所属。
- チャン・ジェチョン（장재천）　功勲俳優、西道民謡。日本統治時代から西道民謡の世界で活躍。解放後、朝鮮人民軍協奏団の専属となり作曲家としても活動した。その後、金元均名称平壌音楽大学民族声楽講座顧問を務めた。
- キム・ギョンワン（김경완）　　功勲俳優。その後、主に合唱団員として功勲国家合唱団に在籍した。
- モ・ヨンイル（모영일）　　　　功勲俳優、バリトン。
- キム・チョロ（김철호）　　　　功勲俳優、テノール。主に混声2重唱で活躍した。
- リ・ドンス（리동수）　　　　　功勲俳優、テノール(洋楽声楽)。その後、朝鮮人民内務軍協奏団を経て現在は血の海歌劇団に所属。
- パク・クムジョン（박금종）　　功勲俳優、バリトン。ギター4併唱組で活動。一時朝鮮人民内務軍協奏団に在籍。
- パク・テヒョク（박태혁）　　　功勲俳優、バリトン。ギター4併唱組で活動。一時朝鮮人民内務軍協奏団に在籍。
- チョン・チャンミン（전창민）　功勲俳優、テノール。ギター4併唱組で活動。一時朝鮮人民内務軍協奏団に在籍。
- ミョン・マンシク（명만식）　　バリトン。その後、主に合唱団員として功勲国家合唱団に在籍。
- リ・ジン（리진）　　　　　　　テノール。主に混声2重唱で活躍した。
- ホン・ヨンチョル（홍영철）　　テノール。
- キム・ソンチョル（김성철）　　テノール。
- オ・ヨンス（오연수）　　　　　ギター4併唱組で活動。一時朝鮮人民内務軍協奏団に在籍。
- キム・ジョンリョン（김정룡）
- リュ・ギョンイル（류경일）　　テノール(洋楽声楽)。
- リ・グァンナム（리광남）　　　バリトン。
- リ・ヨンナム（리영남）
- キム・イク（김익）　　　　　　テノール(洋楽声楽)。
- リ・チョルン（리철훈）　　　　テノール(洋楽声楽)。
- パク・ウンサム（박응삼）　　　テノール(洋楽声楽)。その後、主に合唱団員として功勲国家合唱団所属。
- ホ・グァンイル（허광일）　　　テノール(洋楽声楽)。現在功勲国家合唱団所属。
- キム・ギョンウン（김경운）　　テノール(洋楽声楽)。
- チェ・チョルチュン（최철준）　バリトン(洋楽声楽)。
- パク・ヨンゴン（박용건）　　　バリトン(洋楽声楽)。
- シン・ヘソン（신해성）　　　　バス(洋楽声楽)。大学時代に血の海歌劇団中国公演に参加し、歌劇「梁山伯と祝英台」で祝公遠役を演じた。現在功勲国家合唱団所属。
- キム・ドクチョル（김덕철）　　テノール。
- ソ・グムヒョク（서금혁）　　　テノール。

女声
- キム・オクソン（김옥선）　　　人民俳優、ソプラノ(民族声楽)。平壌芸術団、万寿台芸術団を経て朝鮮人民軍協奏団で活躍した。
- キム・ミョンドゥク（김명득）　人民俳優、ソプラノ(民族声楽)。主に伽耶琴独並唱、チャ・ヨンエとの女声2重唱で活躍した。平壌芸術団を経て入団した。
- リム・チャンシル（림창실）　　人民俳優、ソプラノ。
- キム・オクポン（김옥봉）　　　功勲俳優。ソプラノ。革命歌劇「党の真の娘」主役カン・ヨノク(初代)を演じた。その後声楽指導員。
- チャ・ヨンエ（차영애）　　　　功勲俳優、ソプラノ(民族声楽)。国立民族芸術団を経て入団した。主に伽耶琴並唱、キム・ミョンドゥクとの女声2重唱で活躍した。革命歌劇「党の真の娘」で母親を演じた。
- リ・ジョンスン（리정순）　　　功勲俳優、ソプラノ(民族声楽)。
- ユン・チュンシル（윤춘실）　　功勲俳優、ソプラノ。主に混声2重唱で活躍した。
- スン・ヨンヒ（승영희）　　　　功勲俳優、アルト(洋楽声楽)。
- コ・ジョンスク（고정숙）　　　功勲俳優、ソプラノ(民族声楽)。
- ソン・ヨンシル（손연실）　　　功勲俳優、ソプラノ(洋楽声楽)。
- ソン・ジョンシル（송정실）　　功勲俳優、ソプラノ(民族声楽)。主に伽耶琴独並唱で活躍。革命歌劇「党の真の娘」でポンチョルを演じた。
- パク・ジョンスク（박정숙）　　ソプラノ。
- ソ・ヘラン（서혜란）　　　　　ソプラノ(民族声楽)。現在朝鮮人民軍芸術学院声楽講座長。妹は万寿台芸術団歌手のソ・ラン。姪はピアニストのマ・シナ。
- キム・グァンニョ（김광녀）　　ソプラノ(民族声楽)。
- メン・リョニ（맹련희）　　　　ソプラノ(民族声楽)。
- リュ・ボクシル（류복실）　　　ソプラノ(民族声楽)。伽耶琴独並唱でも活躍。
- チェ・グァンスク（최광숙）　　ソプラノ(民族声楽)。
- ムン・ギョンラン（문경란）　　ソプラノ(民族声楽)。
- ソ・チョンヒ（서청희）　　　　ソプラノ(洋楽声楽)。
- ホ・グァンヒ（허광희）　　　　ソプラノ(洋楽声楽)。
- リ・ジニ（리진희）　　　　　　ソプラノ。革命歌劇「党の真の娘」主役カン・ヨノクを演じた。現在功労者名俳優芸術扇動隊所属。
- キム・セリョン（김세련）　　　ソプラノ。
- キム・スキ（김숙희）　　　　　ソプラノ(民族声楽)。伽耶琴独並唱でも活躍。
- キム・オッキョン（김옥경）　　ソプラノ(民族声楽)。
- キム・オクシル（김옥실）　　　ソプラノ。
- キム・ウンギョン（김은경）　　ソプラノ(民族声楽)。
- チョン・ヒョノク（정현옥）　　ソプラノ(民族声楽)。
- チュ・ミョンファ（주명화）　　メゾソプラノ。
- ムン・ジョンスク（문정숙）　　メゾソプラノ(洋楽声楽)。
- ラ・ミヒャン（라미향）　　　　ソプラノ。革命歌劇「党の真の娘」主役を演じた。
- チャン・ミヒャン（장미향）　　ソプラノ(民族声楽)。
- ホ・ギョンヒ（허경희）　　　　ソプラノ。
- リャン・チャンシル（량창실）
- リ・ヒャンミ（리향미）　　　　ソプラノ(民族声楽)。
- キム・ミョンシル（김명실）　　メゾソプラノ(大衆歌謡)。主に電子楽団で活躍。現在、朝鮮人民軍空軍協奏団在籍。
- リム・スニ（림순희）　　　　　ソプラノ。
- ハン・ヒョンスン（한현순）
- キム・スヒャン（김수향）　　　メゾソプラノ(大衆歌謡)。
- リ・ソルソン（리설송）　　　　メゾソプラノ(洋楽声楽)。
- リ・ウンシム（리은심）　　　　ソプラノ(洋楽声楽)。
- リ・ウヌォル（리은월）　　　　ソプラノ(民族声楽)。伽耶琴独並唱でも活躍。
- リム・ヒャン（림향）　　　　　ソプラノ(民族声楽)。
- キム・オクソン（김옥성）　　　ソプラノ(民族声楽)。※人民俳優のキム・オクソン(김옥선)とは別人。
- リ・ウォングム（리원금）　　　ソプラノ(洋楽声楽)。功勲国家合唱団を経て朝鮮人民軍協奏団へ。
- パク・ミヨン（박미영）　　　　ソプラノ(大衆歌謡)。
- チェ・スヨン（최수영）　　　　ソプラノ(民族声楽)。功勲国家合唱団を経て朝鮮人民軍協奏団へ。

など。

## 主な作曲家
- ソル・ミョンスン（설명순）　人民芸術家。2012年7月に死去。
- ケ・フンギョン（계훈경）　　人民芸術家。2014年10月に死去。
- オム・ハジン（엄하진）　　　人民芸術家。
- ト・ヨンソプ（도영섭）　　　人民芸術家。
- リ・グァンオ（리광오）　　　人民芸術家。
- リ・ボンリョン（리봉룡）　　功勲芸術家。
- ソン・ミンファ（송민화）　　功勲芸術家。
- パク・ワルビン（박왈빈）　　功勲芸術家。
- リ・ギョン（리경）　　　　　功勲芸術家。
- リ・ヨンホ（리용호）　　　　功勲芸術家。
- リャン・ヨンチョル（량영철）功勲芸術家。
- キム・ギョンス（김경수）　　功勲芸術家。
- キム・ドンチョル（김동철）　功勲芸術家。
- キム・グァンフン（김광훈）　功勲芸術家。
- カン・スンウン（강숭웅）　　功勲芸術家。

など。